# گیلبرتویل (آیووا)
گیلبرتویل (به انگلیسی: Gilbertville) شهری در ایالت آیووا کشور ایالات متحده آمریکا است که جمعیت آن در سرشماری سال ۲۰۱۰ میلادی، ۷۱۲ نفر بوده‌است.